# Dasypus bellus
A Dasypus bellus az emlősök (Mammalia) osztályának páncélos vendégízületesek (Cingulata) rendjébe, ezen belül az övesállatok (Dasypodidae) családjába tartozó fosszilis faj.

## Tudnivalók
A Dasypus bellus Észak-Amerika és Dél-Amerika területein élt a késő pliocéntől a késő pleisztocénig, vagyis 1,8 millió és 11 ezer évvel ezelőtt. Valamivel nagyobb volt, mint rokona, a kilencöves tatu (Dasypus novemcinctus). Védelmi célból valószínű, hogy képes volt összegömbölyödni, mint mai rokonai. Maradványait Bolíviától Argentínán és Brazílián át egészen az Amerikai Egyesült Államokig sok helyen megtalálták. Az USA-ban főleg Florida, Új-Mexikó, Iowa és Indiana államokban került elő.

## Fordítás
- Ez a szócikk részben vagy egészben  a   Dasypus bellus című angol Wikipédia-szócikk fordításán alapul.  Az eredeti cikk szerkesztőit annak laptörténete sorolja fel. Ez a jelzés csupán a megfogalmazás eredetét és a szerzői jogokat jelzi, nem szolgál a cikkben szereplő információk forrásmegjelöléseként.